# Sirius FM-5
Sirius FM-5 ist ein Kommunikationssatellit des Satelliten-Radio-Anbieters Sirius XM. Der Satellit wurde am 30. Juni 2009 um 20:10 UTC von einer Proton-M der Gesellschaft International Launch Services (ILS) in eine geosynchrone Umlaufbahn in 23975 km bis 46983 km Höhe mit einer Inklination 63,4° gebracht. Der Satellit trennte sich neun Stunden und 14 Minuten nach dem Start von der Rakete.
Der Vertrag zum Bau von Sirius FM-5 mit Space Systems/Loral (SS/L) wurde im Juni 2006 bekannt gegeben. Sirius FM-5 ergänzt die Dienste der bisherigen drei Sirius-Satelliten. Er sollte Radiodienste für die USA, Kanada, Mexiko und die Karibik im Auftrage der Sirius-Kommunikationsgesellschaft anbieten.

## Empfang
Sirius FM-5 empfängt im X-Band und sendet Radioprogramme im S-Band mit einer Sendeleistung von etwa 20 kW aus, womit er zu den leistungsstärksten Satelliten zählt, die jemals gebaut wurden. Die entfaltbare Sendeantenne hat einen Durchmesser von neun Metern.